# 云南瓣结鱼
云南瓣结鱼（学名：Tor yunnanensis，又名雲南結魚）为輻鰭魚綱鯉形目鲤科结鱼属的其中一種鱼类，俗名猪嘴马鱼，體長可達21.5公分。种加词 yunnanensis 意为“云南的”。
在中国，云南瓣结鱼分布于亞洲中國雲南省等，一般生活于多石灰岩的湖湾浅水区。该物种的模式产地在云南抚仙湖。